# Trágala, perro
Trágala, perro es una película española dirigida por Antonio Artero en 1981.

## Argumento
"Con el trágala, trágala, trágala... Con el trágala, trágala, perro!" era el estribillo de una tonadilla a la que se le ponían letras diferentes, por lo general satíricas, y que cantaban los mendigos por las plazas y mercados de los "madriles", allá por el último tercio del siglo XIX, con objeto de recibir unas monedas del auditorio... Estamos en los convulsos tiempos de la 1ª República Española, días para revoluciones y, también, para milagros, para clericales y para los dispuestos a la quema de los conventos... A La monja de las llagas (Amparo Muñoz), enclaustrada en un convento de Madrid, un día le aparecen los "estigmas" de Cristo, primero en las manos y pies... Luego en el costado... Credulidad en unos y sospechas en otros.

## Premios
37.ª edición de las Medallas del Círculo de Escritores Cinematográficos
| Categoría        | Candidato     | Resultado |
| ---------------- | ------------- | --------- |
| Mejor fotografía | Teo Escamilla | Ganador   |